# Удружење лончара Злакуса
Удружење лончара Злакуса (основано 2006) и Удружење Злакушка грнчарија (основано 2011). основана су са циљем окупљања мајстора заната и организоване производње традиционалних лончарских производа. Чланови Удружења су из породица у којима се занат преноси кроз генерације у породицама: Шуњеварића, Тешића, Никитовића, Савића и Сарвaн.

## Циљеви друштва
Основни циљеви овог Удружења су упознавање, неговање и очување народне традиције, окупљање свих уметника, занатлија старих заната са ширег подручја у циљу јединственог деловања и неговања позитивних трендова и вредности, организовање сајмова и изложби производа народне радиности, као и сајмова и изложби производа народне радиности, али и семинара који се тичу старих заната и народне радиности, активности у оквиру педагошког и васпитног рада са децом предшколског и школског узраста, сарадња са културним, уметничким и образовним институцијама из окружења, земље и света.

## Активна грнчарска домаћинства
- Домаћинство Тешић Драгана
- Домаћинство Тешић Жарка и Дарка
- Домаћинство Никитовић Милића
- Домаћинство Никитовић Милојка
- Домаћинство Тешић Јовице
- Домаћинство Лазић Милете
- Домаћинство Шуњеварић Васа
- Домаћинство Шуњеварић Светозара
- Домаћинство Шуњеварић Веселина
- Домаћинство Шуњеварић Велимира
- Домаћинство Савић Милана
- Домаћинство Шуњеварић Павла
- Домаћинство Шуњеварић Петра
- Домаћинство Никитовић Драгослава – Бибиле
- Домаћинство Сарван Борка
- Домаћинство Никитовић Зорана
- Домаћинство Шуњеварић Драгице
- Домаћинство Клопановић Дарка